# Cuora galbinifrons
Cuora galbinifrons – gatunek gada z podrzędu żółwi skrytoszyjnych z rodziny batagurowatych (Geoemydidae). Występuje w południowo-wschodniej Azji. 

## Taksonomia
Gatunek po raz pierwszy opisał w 1940 roku francuski herpetolog René Léon Bourret.

## Morfologia
Długość karapaksu: samce do 18,6 cm, samice do 20,4 cm. Masa ciała: 800–1200 g. Świeżo wyklute żółwiki mierzą 4,5–5,0 cm i ważą 15–24 g.

## Występowanie
Zasięg jego występowania obejmuje południowo-wschodnią Azję: Chińską Republikę Ludową (wyspa Hajnan i region autonomiczny Kuangsi), Laos i Wietnam. Preferuje subtropikalne i tropikalne lasy suche, subtropikalne i tropikalne wilgotne lasy nizinne, oraz subtropikalne i tropikalne wilgotne lasy górskie. Występuje na wysokości od 350 do 1800 m n.p.m.

## Pożywienie
Jest wszystkożerny. Lubi jeść pędy bambusa, owoce, dżdżownice i padlinę.

## Status
Według klasyfikacji przyjętej przez Międzynarodową Unię Ochrony Przyrody posiada kategorię CR, a więc jest on krytycznie zagrożony wyginięciem.